# Scheldeprijs 2017
Lo Scheldeprijs 2017, centotreesima edizione della corsa, valevole come evento dell'UCI Europe Tour 2017 categoria 1.HC, si svolse il 5 aprile 2017 per un percorso di 202 km, con partenza da Mol ed arrivo a Schoten, in Belgio. La vittoria fu appannaggio del tedesco Marcel Kittel, che terminò la gara in 4h35'25" alla media di 44,006 km/h, precedendo l'italiano Elia Viviani e il francese Nacer Bouhanni. 
Al traguardo di Schoten furono 155 i ciclisti, dei 167 partiti da Mol, che portarono a termine la competizione.

## Squadre e corridori partecipanti
| N.      | Cod. | Squadra              |
| ------- | ---- | -------------------- |
| 1-8     | QST  | Quick-Step Floors    |
| 11-18   | BOH  | Bora-Hansgrohe       |
| 21-28   | LTS  | Lotto Soudal         |
| 31-38   | ALM  | AG2R La Mondiale     |
| 41-48   | AST  | Astana Pro Team      |
| 51-58   | TBM  | Bahrain-Merida       |
| 61-66   | CDT  | Cannondale-Drapac    |
| 71-77   | FDJ  | FDJ                  |
| 81-88   | DDD  | Team Dimension Data  |
| 91-98   | KAT  | Team Katusha Alpecin |
| 101-108 | TLJ  | Team Lotto NL-Jumbo  |

| N.      | Cod. | Squadra                       |
| ------- | ---- | ----------------------------- |
| 111-118 | SKY  | Team Sky                      |
| 121-128 | SUN  | Team Sunweb                   |
| 131-138 | TFS  | Trek-Segafredo                |
| 141-148 | COF  | Cofidis, Solutions Crédits    |
| 151-158 | FVC  | Fortuneo-Vital Concept        |
| 161-168 | RNL  | Roompot-Nederlandse Loterij   |
| 171-178 | SVB  | Sport Vlaanderen-Baloise      |
| 181-188 | VWC  | Veranda's Willems-Crelan      |
| 191-198 | WGG  | Wanty-Groupe Gobert           |
| 201-208 | WVA  | WB Veranclassic Aqua Protect  |
| 212-218 | WIL  | Wilier Triestina-Selle Italia |

## Ordine d'arrivo (Top 10)
| Pos. | Corridore           | Squadra    | Tempo    |
| ---- | ------------------- | ---------- | -------- |
| 1    | Marcel Kittel       | Quick-Step | 4h35'25" |
| 2    | Elia Viviani        | Sky        | s.t.     |
| 3    | Nacer Bouhanni      | Cofidis    | s.t.     |
| 4    | Jürgen Roelandts    | Lotto      | s.t.     |
| 5    | Pascal Ackermann    | Bora       | s.t.     |
| 6    | Rudy Barbier        | AG2R       | s.t.     |
| 7    | R. J. van Rensburg  | Dimension  | s.t.     |
| 8    | Marc Sarreau        | FDJ        | s.t.     |
| 9    | Ramon Sinkeldam     | Sunweb     | s.t.     |
| 10   | Jonas Van Genechten | Cofidis    | s.t.     |